# 臺灣美術與解嚴
臺灣美術與解嚴是一項臺灣文化研究的母題，用來呈現解嚴後美術發展情況，常見於晚近的藝術評論和臺灣美術史研究。學者將解嚴視為臺灣當代藝術的變革點，主要在於作品展現的「多元活力」與戰後以來的藝術表現有所區隔；創作者擺脫過去因政治高壓所採取的疏離美學模式，年輕一代藝術家與社會脈動更加緊密，除了純粹美學的思維與探討外，面對政治解禁、民主化的轉折，反映社會變遷、關注社會現象，成為創作主要表現意涵。進一步來說，解嚴後臺灣人文化身分的問題浮上檯面，本土多元的意識高漲，美術的主體建構成為藝術工作者關注的問題。

## 背景

### 政治陰影下的美術事件
1960年3月25日美術節，國立歷史博物館舉辦大型現代美術畫展，當天政戰學校教授梁又銘兄弟帶記者來到現場，聲稱秦松在現場展出的抽象繪畫《春燈》中暗藏著倒寫的「蔣」字，並指為汙辱元首。秦松展出的《春燈》、《遠航》被迫當場取下查扣，他本人則接受情治單位調查。
1985年李再鈐的雕塑作品〈低限的無限〉在臺北市立美術館展出，有人投書認為作品漆成紅色有點像中國共產黨的紅星；時任館長蘇瑞屏便立即花了八千元將作品改塗成銀色，遭致雕塑家本身的抗議。

### 藝術介入社會初探
李銘盛於1984年3月17日至7月14日執行名為《包袱119》的行為藝術，從國父紀念館沿忠孝東路，背著大小包袱，到達臺北市南畫廊後開始進行即興演出。演出結束後，詩人管管把一個三公斤重的鐵鍊包袱，纏繞在李銘盛腰部，上鎖後再將鑰匙搗毀，而他如此與包袱生活了一百一十九天。

### 公立美術館成立
1977年9月3日，時任行政院長蔣經國在立法院施政報告，宣布政府為更加充實國力，強化經濟社會發展，提高國民生活水準，繼十項建設之後決定再進行十二項建設，其中的第十二項是：建立每一縣市文化中心，包括圖書館、博物館、音樂廳。該項計畫更進一步指示臺北市及臺灣省建設美術館。

1983年12月24日臺北市立美術館開館，籌備處主任蘇瑞屏為代理館長，1986年黃光男擔任第一任館長。
同年臺灣省立美術館成立，原籌備處主任劉欓河為首任館長。(解嚴後，1988年6月26日於臺中市正式啟用。)

### 低限風潮
1982年林壽宇歸國，於臺北市龍門畫廊舉辦個展，二十幾幅「白色空間」系列作品，引起當時臺灣畫壇對幾何抽象與極簡主義等西方藝術史創作風格的熱烈討論，特別是海外留學背景的藝術家莊普、賴純純受到影響，他們的作品在北美館舉辦的「新展望」、「現代雕塑特展」受到高度肯定。

### 「新展望」到「雙年展」
北美館的競賽展從1984年起的「現代繪畫(美術)新展望」，和1985年起的「中國(中華民國)現代雕塑特展」，兩者每年交替舉辦，1992年合併為「台北現代美術雙年展」，採公開徵件方式評選參展藝術家。1996年開始轉型為主題性雙年展，首屆的主題為「台灣藝術主體性」，六位策展人分別是蕭瓊瑞、羅智成、蔡宏明、李俊賢、謝東山、路況；1998年邀請來自日本的南條史生策展「慾望場域」，除了本地藝術家參展外，還有中國大陸、日本、韓國；2000年的「無法無天」由法國的傑宏‧尚斯傑宏‧尚斯(Jérôme Sans)與臺灣的徐文瑞共同策畫。

### 「畫會」到「替代空間」
畫會具有一致的目標及類同的藝術觀，成員通常是同學或志同道合的創作者。替代空間的組成多元，以公寓作為展演場所，不必經過美術館的審查與畫廊商業干預。
畫會、藝術群在解嚴後逐漸式微，替代空間興起，成為90年代年輕藝術家演練實驗性、前衛創作的重要場域。(參見以下楊智富於《雄獅美術》的圖表)

1986年4月12日，高重黎、林鉅、陳界仁等人於臺北市成立「息壤」，開啟了臺灣日後「替代空間」的先河。1988年9月攝影家劉慶堂設立「伊通公園」、1989年8月蕭台興設立「2號公寓」(1994年5月停止運作)、1990年高雄「阿普畫廊」(1995年10月30日停止運作)。後續還有1995年「新樂園」以及蕭麗虹的「竹圍工作室」、1997高雄「新濱碼頭」藝術空間、1998年賴純純啟動的第二代「SOCA」現代藝術協進會(第一代成立於1986年，只經營一年因經費不繼而關閉)